# Fabrice Cazeneuve
Pour les articles homonymes, voir Cazeneuve.
Fabrice Cazeneuve, né le 19 juin 1952 à Paris 15e, est un réalisateur français de téléfilms. C'est le fils de Maurice Cazeneuve et de Martine Sarcey. Il est également le demi-frère aîné de l'écrivain Eve de Castro.

## Biographie
Il réalise principalement des téléfilms et des documentaires, suivant les traces de son père Maurice Cazeneuve.

## Filmographie

### Téléfilms
- 2014 : Chien de guerre
- 2011 : Cigarettes et bas nylon
- 2010 : Les Mensonges
- 2008 : Seule
- 2007 : La Française doit voter
- 2006 : L'Affaire Sacha Guitry
- 2004 : Le Prix
- 2004 : Nos vies rêvées
- 2002 : Un fils de notre temps
- 2001 : À cause d'un garçon
- 2000 : La Dette
- 1999 : La Vérité vraie
- 1998 : De gré ou de force
- 1997 : Un fait divers
- 1996 : La Musique de l'amour : Un amour inachevé
- 1995 : L'Enfant sage
- 1992 : Pour demain
- 1989 : Trois années (sorti également au cinéma)
- 1988 : Alcyon
- 1987 : Ivan Ivanovitch Kossiakoff
- 1986 : Un nouveau dans la ville
- 1985 : L'Épi d'or
- 1984 : Le Roi de la Chine – Léopard d'argent au Festival international du film de Locarno 1984. Grand Prix du Festival du film de Grenoble, 1984
- 1983 : L'Œil du mort
- 1982 : Fou comme l'oiseau – Prix SACD des Nouveaux Talents

### Documentaires
- 2005 : La Vie par les bords. Réalisé et coécrit avec François Bon. Produit par Imagine - Arte France - 60 min
- 2003 : Paysage Fer. Réalisé et coécrit avec François Bon. Produit par Imagine - Arte France - 60 min
- 2003 : Avoir vingt ans dans les petites villes. Réalisé et coécrit avec François Bon. Produit par Imagine, la Sept - Arte France - 60 min
- 1998 : Portrait de Michel Portal. Produit par la Sept - Arte - 52 min